# Audi Brussels

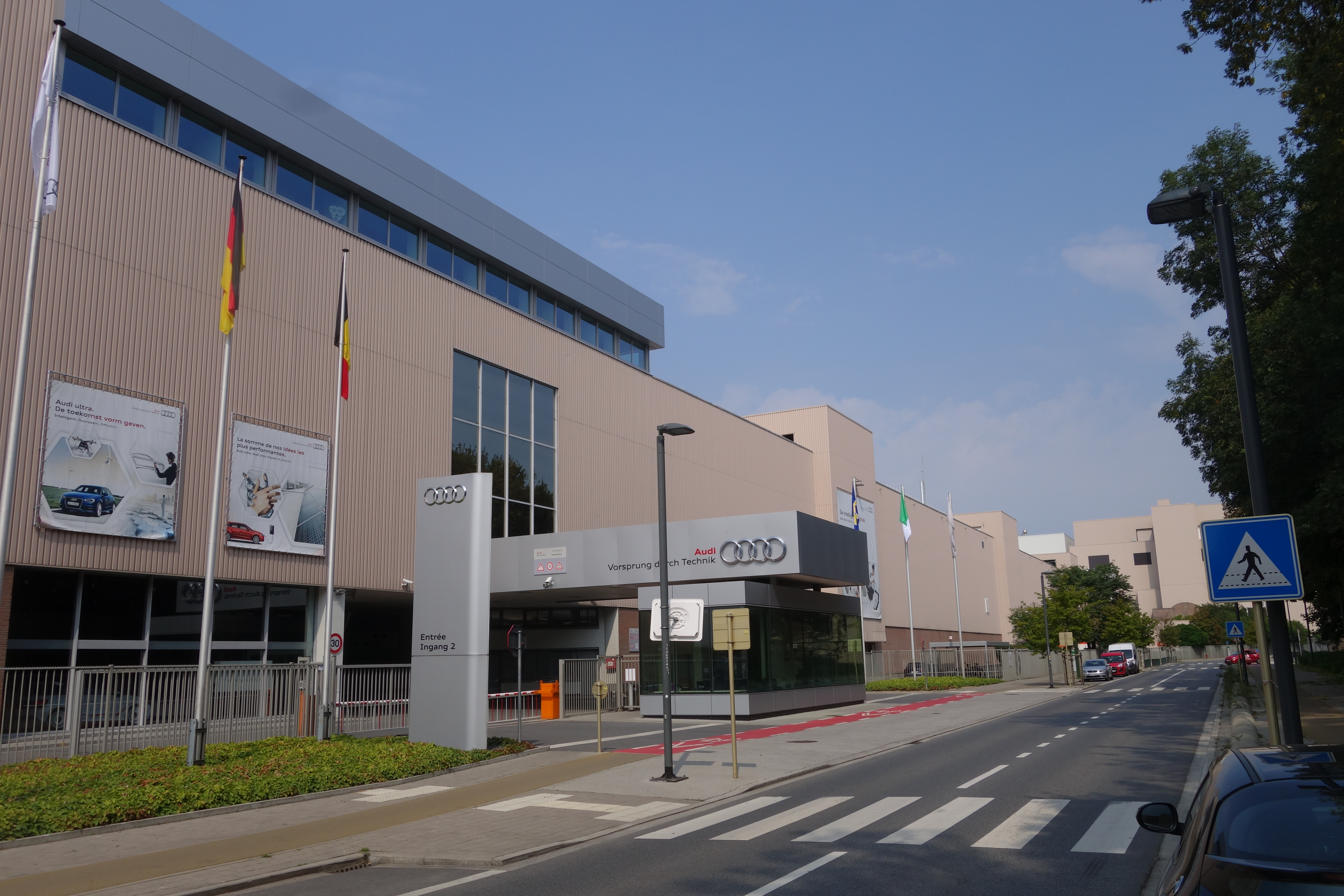
Audi-Werk Brüssel

Audi Brussels, ehemals Volkswagen Vorst, war ein Produktionsstandort der Audi AG in der Gemeinde Forest/Vorst der zweisprachigen Region Brüssel-Hauptstadt.

## Geschichte
Pierre D’Ieteren schloss 1948 ein Abkommen mit der Volkswagenwerk GmbH für den Autoimport. Bereits am 1. September 1948 wurde der Grundstein zu einer Fertigungshalle in Vorst gelegt und noch vor ihrer Fertigstellung rollte im April 1949 der erste Studebaker vom Band. Ab 1954 fertigte das Werk auch den VW Käfer – damals erstreckte sich das Werk über 314.000 Quadratmeter und produzierte mit 750 Arbeitnehmern ca. 75 Autos pro Tag. 1960 lief die Produktion von Studebakers aus und das Werk konzentrierte sich auf die Marken Volkswagen und Porsche.
Ursprünglich blieb D’Ieteren Eigentümer der Fabrik, bis sie 1970 vollständig von Volkswagen übernommen wurde. Nach 1.143.664 gebauten Wagen rollte der letzte Käfer 1975 vom Band. In der Folge wurden bei Volkswagen Brussel N.V. - Bruxelles S.A. VW Passat und ab 1980 auch VW Golf gefertigt. Später umfasste die Produktionen zeitweise den Audi A3 sowie VW Lupo und VW Polo.
Am 21. November 2006 folgte die Ankündigung, dass die Produktion des Golf bei Volkswagen Vorst 2009 eingestellt wurde, und mehr als 3500 der damals 5000 Arbeitsplätze abgebaut werden sollen. Zu dieser Zeit rollten jährlich 200.000 Wagen vom Band. 2007 wurde der Name des Werks in Audi Brussels geändert und ab 2010 die Produktion auf den Audi A1 konzentriert.
Im Januar 2016 wurde bekannt, dass die neue Generation des Audi A1 in Martorell, bei Seat produziert wird. Im Gegenzug dazu sollte der Standort in Brüssel zum Schlüsselwerk für Elektromobilität im Audi‑Konzern werden. Dazu sollte in Brüssel eine eigene Batteriemontage errichtet werden.
Seit 2018 fertigte Audi Brussels am Standort Brüssel das Modell e-tron und seit 2019 den e-tron Sportback.
Am 9. Juli 2024 informierte Audi die Belegschaftsvertreter von Audi Brussels darüber, dass ein „Informations- und Konsultationsprozess“ nach belgischem Recht anlaufen solle, an dessen Ende die „Einstellung des Betriebs“ stehen könne. Darüber war angesichts schwacher Absatzzahlen schon lange spekuliert worden. Für Oktober 2024 wurde der Wegfall von 1410 der 3000 Stellen befürchtet und für Anfang 2025 der weiterer 600 Stellen. Audi wollte Ende Februar 2025 die Produktion des Audi Q8 e-tron vorzeitig einstellen. Am 29. Oktober 2024 teilte Audi dem Betriebsrat und den Gewerkschaften mit, dass die Produktion in dem Werk Ende Februar 2025 eingestellt werde.
Es wurde ein Investor gesucht, der das Werk in Brüssel übernehmen könnte. Diese Suche scheiterte aber, nachdem im November 2024 der letzte Bewerber sein Interesse zurückgezogen hatte. Am 28. Februar 2025 wurde das Werk stillgelegt.